# Marie-Louise Ruedin
Marie-Louise Ruedin (* 22. November 1880 in Corgémont als Louise Ruedin; † 8. April 1960 in Pèlerin-sur-Vevey) war eine Schweizer katholische Klosterfrau, die im türkischen Unabhängigkeitskampf etwa 6'000 Christen und Juden vor dem Tod bewahrte.

## Leben
Louise Ruedin, die Tochter von James Louis Ruedin und Marie Virgine Soguel, wurde in Corgément im Berner Jura geboren und wuchs im neuenburgischen Fontainemelon auf.
In ihrer Jugend besuchte sie regelmässig Patienten im katholischen Spital der Vorsehung in Neuenburg und beschloss, der Gemeinschaft der Vinzenzschwestern, die dort arbeiteten, beizutreten. Nach Ausbildung in Freiburg und dem Mutterhaus in Paris, wurde sie nach Anatolien im damaligen Osmanischen Reich gesandt. In Aydin lebten damals Juden, Muslime, Christen aus Europa und Armenien in relativer Harmonie. Ihre Kongregation führte dort eine Klinik und eine Schule. Die türkischen Honoratioren liessen ihre Kinder in dieser katholischen Schule ausbilden, da sie einen ausgezeichneten Ruf genoss. Louise – jetzt Schwester Maria – unterrichtete Französisch und Deutsch.
Nach Ausbruch des Ersten Weltkrieges waren die Schwestern in Aydin in Anatolien isoliert. Die Schule wurde in ein Kriegslazarett umfunktioniert. Dort pflegten Marie-Louise und ihre Gefährtinnen hunderte von kranken und verletzten türkischen Soldaten. Viele litten unter den Masern und der Cholera. Im Juni 1919 wurden drei französische Gendarmen zum Schutz der beiden Schwestern Marie-Louise und Gabrielle abgestellt. Die griechische Armee eroberte Aydin drei Tage später. Während der nachfolgenden Kriegswirren wechselte die Stadt mehrmals von griechischer zu türkischer Seite und zurück. Gegen den Rat der Gendarmen öffnete Marie-Louise Ruedin die Tore des Klosters für die Zivilbevölkerung, egal welcher Religion. Ihre guten Kontakte zu einflussreichen türkischen Eltern ehemaliger Schüler verhinderten ein Blutbad und ermöglichten nach Ende des Krieges eine Evakuation von über 6'000 Christen und Juden.
Am 16. Juli 1919 wurden Schwester Gabrielle Hoppe, Schwester Marie-Louise Ruedin und die drei französischen Gendarmen mit dem hellenischen Kriegsverdienstkreuz dekoriert. Angekommen in Galata (Istanbul), erhielt Schwester Marie-Louise am 1. März 1920 durch Kardinal Dubois aus Rouen die Ernennungsurkunde zum Ritter der französischen Ehrenlegion überreicht.
Nach den tragischen Ereignissen in Aydin lebte Schwester Marie-Louise in Galata, Paris, Tunis und Pèlerin-sur-Vevey, wo sie am 8. April 1960 verstarb.